# Diechomma exiguum
Diechomma exiguum är en spindelart som först beskrevs av Alfred Frank Millidge 1991.  Diechomma exiguum ingår i släktet Diechomma och familjen täckvävarspindlar.
Artens utbredningsområde är Colombia. Inga underarter finns listade i Catalogue of Life.